# KB体育馆
KB体育馆（丹麥語：K.B. Hallen）是哥本哈根球类俱乐部所拥有的多功能体育馆。位于丹麦腓特烈斯贝市镇彼得·邦路。最初本馆主要用作羽毛球、网球、篮球、排球场馆，但也被用作演出、跳蚤市场等其它用途。
2011年，KB体育馆发生大火。后重建，重建后的KB体育馆于2019年1月24日举行开幕典礼。
披头士乐队在丹麦仅有的两场演出，均于1964年6月4日在KB体育馆进行。谁人乐队、滚石乐队、吉米·亨德里克斯、查克·贝里、鲍勃·迪伦、齐柏林飞艇乐队、深紫乐队也曾在KB体育馆演出。

## 历史
哥本哈根球类俱乐部于1924年取得了位于彼得·邦路南侧的现KB体育馆所在地的土地。1938年4月22日启用，时任丹麦国王克里斯蒂安十世出席了开幕典礼。
1943年，占领丹麦的纳粹德国解除丹麦海军的武装引发了大批丹麦爱国者的不满，丹麦爱国者发动了名为“游猎战役”的抵抗行动。但不久便遭到纳粹德国的镇压，不少在“游猎战役”中被俘丹麦爱国海军军人被关押在KB体育馆内。 1944年夏天，日耳曼党卫队使用炸弹破坏了KB体育馆，造成大批内饰及玻璃破损；但因结构部分未受损伤，KB体育馆仅关闭了半年。
20世纪四五十年代，曾有多位爵士乐艺术家在KB体育馆演出，包括：路易斯·阿姆斯特朗、艾灵顿公爵、贝西伯爵、迈尔士·戴维斯、弗兰克·西纳特拉、比莉·荷莉戴、莱奥·馬蒂森（Leo Mathisen）。1947年，喜剧二人组劳莱与哈台曾在KB体育馆演出。温斯顿·丘吉尔曾于1950年在KB体育馆发表演讲并获颁丹麦大象勋章。
在英国流行文化大举进入丹麦的20世纪60年代，英国的披头士乐队（1964年）、谁人乐队（1965年）、滚石乐队（1966年）均曾在这一时期的KB体育馆演出。美国歌唱家查克·贝里、鲍勃·迪伦也曾分别于1965年、1966年在KB体育馆演出。20世纪70年代时，包括吉米·亨德里克斯、柏林飞艇乐队、深紫乐队（曾在KB体育馆演出过12次，创下了KB体育馆的记录）、平克·弗洛伊德乐队、埃里克·克莱普顿、西蒙和加芬克尔组合、黑色安息日乐团、乐队合唱团、约翰尼·卡什在内的多方艺术家、艺术团体曾在KB体育馆演出。不过到了20世纪80年代，KB体育馆却因布伦德比体育馆（Brøndby Hallen）和瓦尔比体育馆（Valby-Hallen）的启用而使得演出数量减少。
20世纪90年代，KB体育馆曾被包括电台司令乐队、绿洲乐队、绿日乐队、野兽男孩乐队、比约克、后街男孩、罗比·威廉姆斯在内的多方艺术家、艺术团体使用过。
进入21世纪后Nephew和Dizzy Mizz Lizzy两支丹麦乐队在KB体育馆进行过多场演出。2010年至2011年大火前，有包括德国战车乐团、喷火战机乐队、鼓击乐团、发电厂乐团、黑眼豆豆乐团、麦可·布雷、拱廊之火乐队、莫里西、凯蒂·佩里、嘎嘎小姐在内的多方国际级艺术家、艺术团体在KB体育馆进行过演出。

### 火灾及重建
2011年9月28日，KB体育馆发生严重火灾。最初调查时曾认为火灾原因是馆内小吃店不安全生产或电火。 最后证实火灾原因为卤素灯点燃纸板导致。
火灾发生后，KB体育馆进行了重建。重建工程由Christensen & Co建筑设计事务所负责设计。 2015年2月20日开始相关拆除工作。2018年12月5日完工。2019年1月24日举行开幕典礼。 有包括接招、艾罗斯·拉玛佐第在内的多方国外艺术家、艺术团体，及包括Nephew、Benal在内的丹麦国内艺术家、艺术团体出席了此次开幕典礼。

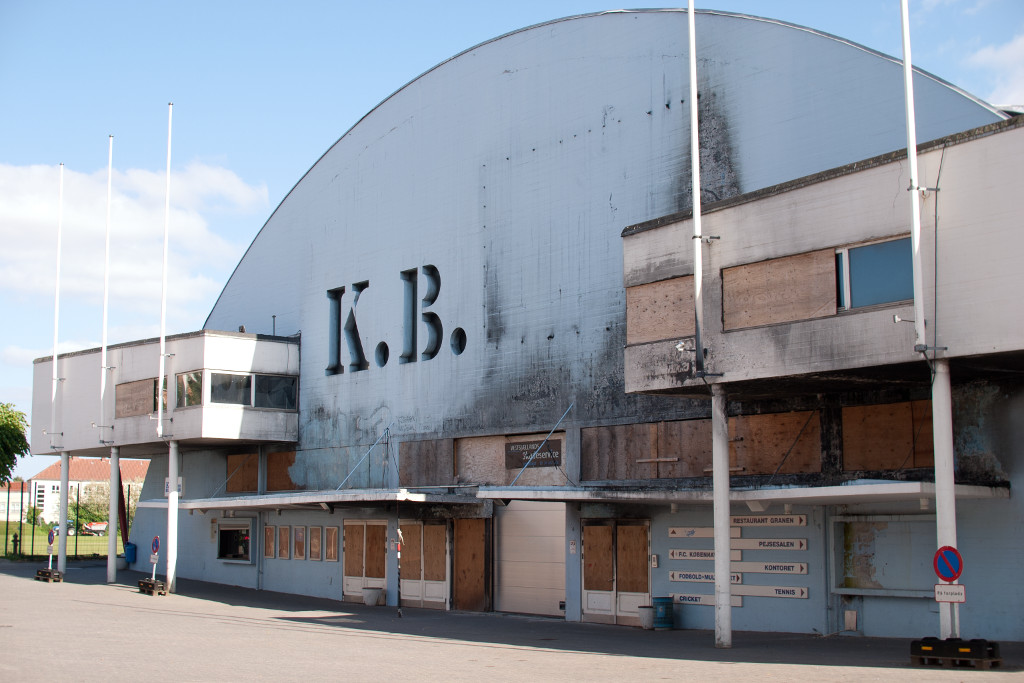
2013年时的KB体育馆，这时该馆因2011年的大火而封闭，照片中也能看出过火痕迹。
重建后的KB体育馆内部，拍摄于2018年12月